# -蹴球伝-フィールドの狼 FW陣!
『-蹴球伝-フィールドの狼 FW陣！』（しゅうきゅうでん フィールドのおおかみ ストライカーじん）は、高橋陽一による日本のサッカー漫画。『週刊少年ジャンプ』（集英社）において、1999年13号から同年30号まで連載された。

## 概要
作者の代表作『キャプテン翼』はMFを主人公にした大ヒットサッカー漫画であったが、日本のサッカープレイヤーの人気がMFに集まり、逆にFWなどのポジションの層が薄くなるなど、現実に与えた影響も大きかったとされる。そのため本作はストライカーを主人公にした作品となっており、作者は「今度はこれでフォワードが増えれば」といった主旨のコメントを残した。
ラストには『キャプテン翼』の主人公、大空翼らがゲスト出演している。

## ストーリー
香川・瀬島に住む天才サッカー少年・刃向陣。ある日、交通事故で両親と弟・亮太を亡くす。それから陣は亮太のために瀬島蹴球隊を作り、全国大会を目指すことになる。

## 登場人物
（）内は背番号

### 香川県
刃向陣（はむかい じん）
- FW 瀬島蹴球隊（9）

本作の主人公。瀬島蹴球隊のキャプテン。新浜小。
ケンカばかりし、金もうけのサッカーしかしない邪道サッカー少年。
刃向亮太（はむかい りょうた）
- MF 新浜FC

陣の弟。陣とは違い正道で5年生ながら天才ゲームメーカーと呼ばれる。しかし、交通事故で両親とともに亡くなる。
飛沫数馬（しぶき かずま）
- DF 瀬島蹴球隊（2）

陣の喧嘩仲間。新浜北小の番長。空手を得意とする。試合中にはスカーフを巻いている。
新浜FC戦では、途中から薩本と共に加勢した。
薩本光男（さつもと みつお）
- DF 瀬島蹴球隊（3）

陣の喧嘩仲間。新浜北南の番長。柔道を得意とする。
金子誠（かねこ まこと）
- MF 新浜FC（23） - 瀬島蹴球隊（8）

新浜FC・5年生チームのキャプテン。亮太のチームメイト。
瀬島蹴球隊対新浜FC戦で、親友だった亮太の兄である陣が奮闘する中、新浜FCの監督による不正な審判に反感を抱き、新浜FCの中で真っ先に陣に加勢し、他の5年生も金子に従い瀬島蹴球隊に加わる。
野本雄太（のもと ゆうた）
- MF 新浜FC（4） - 瀬島蹴球隊（4）

新浜FCのキャプテン。瀬島蹴球隊に敗戦後、新浜FC監督の6年生しか起用しない方針に反発し、瀬島蹴球隊に移籍した。
林森一（はやし しんいち）
- MF 丸亀FC（10） - 瀬島蹴球隊（10）

天才ゲームメーカー。丸亀FCキャプテン。瀬島蹴球隊の試合を新浜FC戦から全て観戦している。
四国連合への参加を丸亀FCのチーム員に明かしたが、チームのメンバーから誰よりも陣へパスを送りたいと言う事を諭され、試合直前に瀬島蹴球隊への移籍を決めた。
羽鳥慎吾（はとり しんご）
- FW 仁尾FC（9） - 瀬島蹴球隊（11）

ビッグバード。170cm越えの長身から繰り出されるヘディングが脅威的で、"消波ブロック渡り"で鍛えた足から繰り出すシュートも強力である。
初対決で陣の実力に気付き、観音寺S・Sとの練習試合を断り、瀬島蹴球隊との試合を選んだ。試合は点の取り合いになったが、最後は陣の策により高さ勝負に負け逆転負けする。試合後、陣との約束により瀬島蹴球隊に移籍した。
本山五郎（もとやま ごろう）
- DF 観音寺S・S - 瀬島蹴球隊（5）

自称"二段ディフェンス"。仁尾FC戦での陣のプレイを目の当たりにし、彼には二段ディフェンスは通用しないと感じ、試合終了後、瀬島蹴球隊に移籍した。
灰野俊二郎（はいの しゅんじろう）
- GK 高松FC（1） - 瀬島蹴球隊（1）

英国帰りキーパー。プレミアリーグ所属チームのジュニアチームでプレイしていた。背は低いが、確かな技術の持ち主。
瀬島蹴球隊戦ではスーパーセーブを連発し0-0で前半を折り返したが、陣に後半では3点決めると言われ、雨の中一人奮起し、0-2で試合終了。陣と一緒にサッカーをしたら楽しくなることを信じ、自ら瀬島蹴球隊に移籍することを選んだ。
夏美（なつみ）
本作のヒロイン（?）。新浜小。四国連合戦勝利のために陣にファーストキスをささげた。
勝男（かつお）
陣のイタズラ仲間。新浜小。瀬島蹴球隊対新浜FC戦では、GKを務めた。
新浜FCの監督
瀬島蹴球隊が人数少ないことを利用し、不正な審判を行っていた。しかし、飛沫と薩本、更には5年生チームのメンバーが瀬島蹴球隊に加勢し、不正の余地のない正真正銘のゴールを決められ敗戦。試合後は新浜FCメンバー揃って瀬島蹴球隊へ移籍したため、新浜FCは事実上消滅となった。

### 愛媛県
鴨下学（かもした まなぶ）
- FW 松山FC - 四国連合 - 松山FC

強力ツートップ。四国の強者を集め、一度限りの「四国連合」を結成し、瀬島蹴球隊に逆挑戦状を叩きつけた。
祖父がサッカー協会の理事を務めている。
坂上哲（さかうえ てつ）
- FW 松山FC - 四国連合 - 松山FC

強力ツートップ。鴨下とのコンビは陣・羽鳥並の実力を持つ様子。
半沢耕次（はんざわ こうじ）
- MF 伊予FC - 四国連合 - 瀬島蹴球隊（16）

右サイドのスペシャリスト。そのスピードから「槍の半沢」と呼ばれる。
宮路雄太郎（みやじ ゆうたろう）
- MF 宇和FC - 四国連合

マムシマンマーカー。

### 高知県
鷲塚拓也（わしづか たくや）
- DF 土佐SS - 四国連合 - 瀬島蹴球隊（13）

パワフルディフェンス。
佐藤輝心（さとう てるしん）
- MF 土佐SS - 四国連合 - 瀬島蹴球隊（12）

ガニマタキープ。四国一ボールキープ力を持つ。

### 徳島県
州崎明（すざき あきら）
- MF 鳴門FC - 四国連合 - 瀬島蹴球隊（14）

10年に一人の天才パッサー。
根本高志（ねもと たかし）
- GK 徳島阿南S・C - 四国連合

ハイタワーGK。
叶大輔（かのう だいすけ）
- DF 安芸FC - 四国連合

四国最強リベロ。

## 書誌情報
- 『-蹴球伝-フィールドの狼 FW陣！』〈ジャンプ・コミックス〉全2巻
  1. 「フィールドの狼の巻」1999年7月7日第1刷発行、ISBN 4-08-872738-X
  2. 「この世界にサッカーがある限り！の巻」1999年9月8日第1刷発行、ISBN 4-08-872764-9

## 反響
バークマン田形はキャプテン翼以降の少年ジャンプにおけるサッカー漫画の多くが結果を残せていない一例として本作を挙げ、主人公の陣は日向小次郎の緩慢な部分のみを煮詰めて好感度ゼロ、刃向家は陣以外が全員事故死の鬱展開、キャプ翼とは方向性の違いを目指したが全く共感が得られず打ち切りとなり、大空翼たちがラストにゲストで登場したのもファンサービスが逆に切なかったと評した。